# Fox Broadcasting Company
Fox Broadcasting Company (часто упоминается просто как Fox) — американская телевизионная сеть. Владельцем Fox является Fox Corporation. Одна из крупнейших телекомпаний мира. Fox основана в 1986 году в Нью-Йорке Рупертом Мердоком. Входит в «большую четверку» американских телевещательных компаний вместе с ABC, CBS и NBC.

## История
Студия 20th Century Fox принимала участие в телевизионном производстве уже в 1950-х. Компания выпустила несколько синдицированных программ в течение этого периода.

### 1980-е

#### Основание
Глава Paramount Pictures Барри Дилер пытался создать четвертую телевизионную сеть, но проект Телевизионная служба Paramount 1977 года была отменена ещё до её первой трансляции. Paramount продюсировала множество программ для «Большой тройки», но удовлетворение их требований по словам Дилера «просто измотало нас». Дилер надеялся создать «мини-сеть» независимых телевизионных станций, транслирующих программы Paramount В дальнейшем менеджер перешёл в киностудию 20th Century Fox.
В марте 1985 года News Corporation заплатила 255 миллионов долларов за 50 % акций материнской компании 20th Century Fox TCF Holdings. В мае 1985 г. News согласилась заплатить 2,55 миллиарда долларов за приобретение независимых радиостанций в шести крупных городах США у вещательной компании Metromedia: WNEW-TV в Нью-Йорке, WTTG в Вашингтоне, округ Колумбия, KTTV в Лос-Анджелесе, KRIV-TV в Хьюстоне, WFLD-TV в Чикаго, и KRLD-TV в Далласе. Седьмая станция, филиал ABC WCVB-TV в Бостоне, была частью первоначальной сделки, но была передана дочерней компании Hearst Communications Hearst Broadcasting в рамках отдельной параллельной сделки в рамках права преимущественной покупки, связанного с продажей этой станции Metromedia в 1982 г. (через два года News Corporation купила WXNE-TV на этом медиарынке у Christian Broadcasting Network, сменив её позывные на WFXT.)
Радиоведущий Кларк Ингрэм предположил, что телеканал Fox является возрождением или, по крайней мере, прямым потомком DuMont, поскольку Metromedia была основана, когда компания DuMont выделила две оставшиеся в собственности и под управлением телестанции WNEW-TV (позже стала WABD) и WTTG в компанию DuMont Broadcasting (позже переименовывалась в Metropolitan Broadcasting, затем — в Metromedia). Кроме того, бывшая операционная база DuMont, телецентр DuMont на Манхэттене, в конечном итоге стала телевизионным центром Fox.
Сеть Fox начала работу, имея 79 филиалов по стране и охват, достигавший 80 процентов семей США. Первый эфир состоялся 9 октября 1986 года. В 1990 году Fox Broadcasting Company было предоставлено право транслировать вручение премии Эмми, которую до этого показывали поочередно другие участники большой четверки. В том же году была запущена собственная детская сеть, через три года Fox Kids Network стала самой популярной в стране. Далее компания купила миноритарных пакет в New World Communications Group, что позволило ей закрепиться в главных городах страны. Её сигнал был переключен с CBS на Фокс, и это увеличило аудиторию.
В 1996 Руперт Мёрдок докупил недостающие 80 процентов компании за $2,5 млрд, к этому времени Фокс стал крупнейшей вещательной сетью в США с аудиторией равной 35 %. В том же году был запущен спутниковый и кабельный телеканал Fox News Channel. В 1998 была создана компания Fox Entertainment Group. В 2002 детское подразделение Fox Family Channel было продано The Walt Disney Company. В 2000-м компания предложила бесплатное эфирное время двум кандидатам в президенты США. В 2003 появилась одноимённая радиостанция. С 2005 по 2010 год функционировал телеканал Fox Reality Channel. Компания всегда выступала с позиций американских консерваторов.
Телекомпания стала успешной и популярной благодаря ряду популярных сериалов, таких, как «Секретные материалы», «Доктор Хаус», «Женаты... с детьми», «Кости», «Побег»; мультсериалов «Симпсоны», «Футурама», «Гриффины», а также благодаря передачам, таким как «Магия. Разоблачение», «Танцор в маске» и «Альтер эго».